# Острова Нггела
Острова Нггела (англ. Nggela Islands), или Острова Флорида — небольшая группа островов, входящих в состав Центральной провинции Соломоновых Островов.

## География
Основной остров — Нггела Сулэ (Остров Флорида) (англ. Nggela Sule (Florida Island)), также известны несколько более маленьких островов: Тулаги, Гавуту и Танамбого. Площадь — 386 км².

## Фауна
На островах проживает возможно вымирающий эндемик Solomys salamonis. Также на островах обитают следующие виды животных Dobsonia inermis, Macroglossus minimus, Melonycteris woodfordi, Nyctimene major, Pteropus woodfordi, Rousettus amplexicaudatus, Mosia nigrescens, Hipposideros diadema, Miniopterus tristis и чёрная крыса.

## История
Острова Нггела лежат к северу к острову Гуадалканал, во время Второй мировой войны, острова были местом действия битвы за Гуадалканал. В апреле 1942 года на острове Флорида был построен гарнизон Японской империи. 7 августа 1942 года США заняли остров, для поддержки высадки на соседний остров Тулаги. Остров Флорида, не был так важен как остров Гуадалканал, однако он служил как маленькая база для США и Австралии. После освобождения от Японии, остров использовался как база для гидросамолётов. Впоследствии остров использовали Военно-морские силы США для забора воды из подземных источников острова.